# Гороховик, Валентин Викентиевич
Валентин Викентьевич Гороховик (бел. Валянцін Вікенцьевіч Гарахавік; род 29 марта 1949, село Хорошее, Логойский район, Минская область) — советский и белорусский математик. Доктор физико-математических наук (1989, тема диссертации «Выпуклые и негладкие задачи векторной оптимизации»), профессор (1991), член-корреспондент НАН Беларуси (2000).

## Биография
Окончил Белорусский государственный университет (1970). Работает одновременно в Институт математики НАН Беларуси и БГУ. Научные работы посвящены нелинейному анализу, теории оптимизации и оптимальным системам управления. Разработал методы апроксиматического квазидифференцирования негладких функций и отображений, и на их основе получил как необходимые, так и достаточные условия оптимальности первого и второго порядков для негладких задач векторной оптимизации, в том числе и для задач оптимального управления с векторными показателями качества.

## Научные труды
- Выпуклые и негладкие задачи векторной оптимизации. — Мн., 1990.
- Piecewice affine functions and polyhedral sets // Optimization. — 1994. — V. 31, № 2 (вместе с О. Зорка).
- Дифференцируемости мультиотображений в смысле Фреше // Труды Ин-та математики НАН Беларуси. 1998. Т. 1 (разам П. Забрэйкам).
- Geometric structure and classification of infinite-dimensional halfspaces (в соавт. с Е. А. Шинкевич) // Algebraic Analysis and Related Topics / Banach Center Publications. — 2000. — Vol.53.
- Конечномерные задачи оптимизации. — Мн.: Издат. центр БГУ, 2007.